# Rakilovți, Pernik
Rakilovți (în bulgară Ракиловци) este un sat în comuna Kovacevți, regiunea Pernik,  Bulgaria. 

## Demografie
Componența etnică a satului Rakilovți
     Bulgari (100%)
     Nicio identificare (0%)
     Altele (0%)
La recensământul din 2011, populația satului Rakilovți era de 66 locuitori. Din punct de vedere etnic, toți locuitorii erau bulgari.